# Kruisverheffingskerk (Jelenia Góra)
De Kruisverheffingskerk (Pools: Kościół Podwyższenia Krzyża Świętego) is een van oorsprong luthers kerkgebouw in Jelenia Góra (Duits: Hirschberg) in het woiwodschap Neder-Silezië

## Geschiedenis

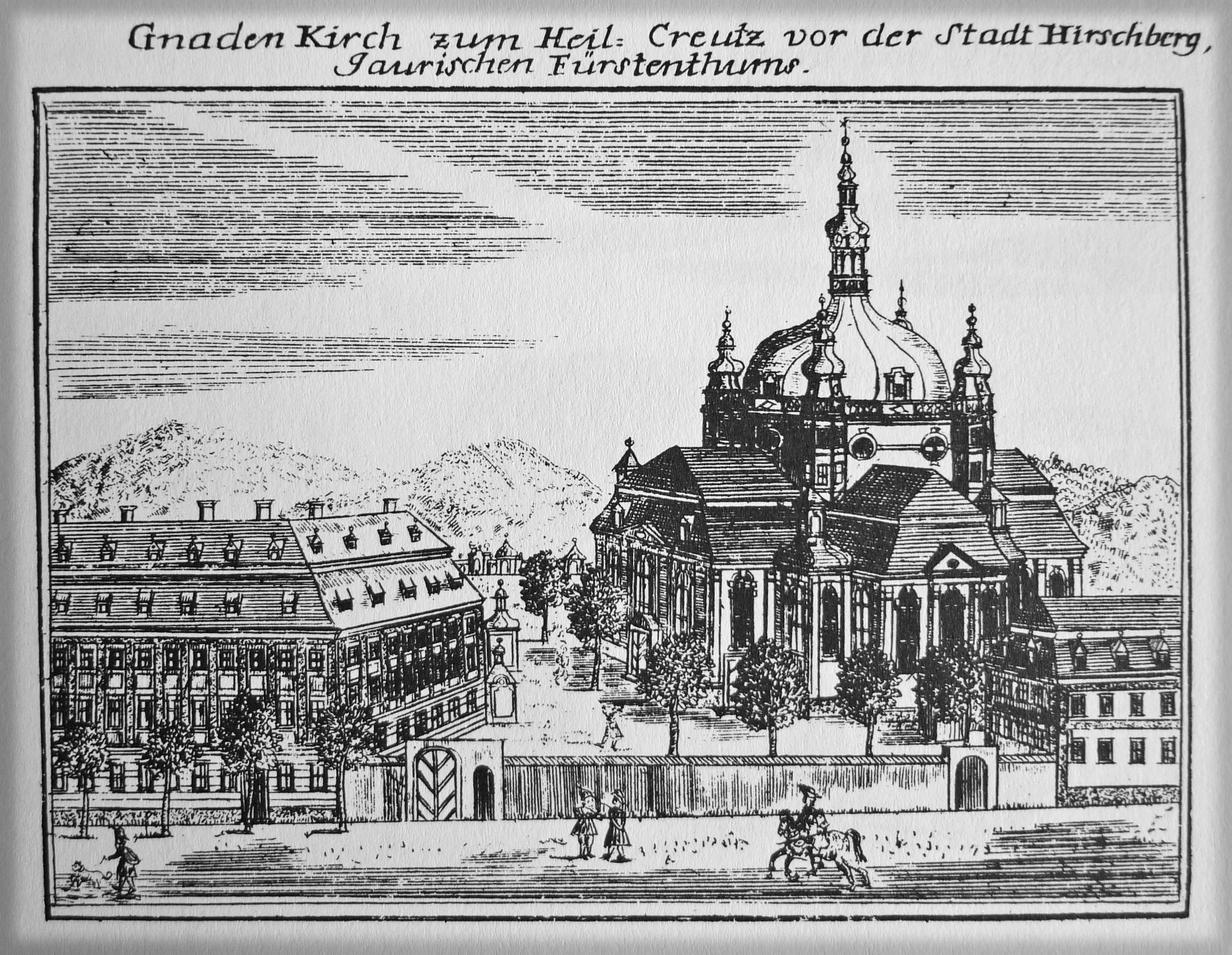
Genadekerk van het Heilig Kruis; uit Friedrich Bernhard Werner: Schlesische Bethäuser (1748-1752)

De protestantse Genadekerk van het Heilig Kruis in Hirschberg ontstond naar aanleiding van de Conventie van Altranstadt. Het was een van de zes kerkgebouwen die met toestemming van de katholieke keizer Jozef I mocht worden gebouwd in Silezië. Het bouwplan werd naar voorbeeld van de Catharinakerk te Stockholm door de uit Tallinn afkomstige en in Liegnitz woonachtige architect Martin Frantz ontworpen. De bouw van de kerk vond in de jaren 1709-1718 plaats. Tot 2012 viel de kerk als garnizoenskerk onder het militaire decanaat.

## Architectuur
Het grondplan van de kerk heeft de vorm van een grieks kruis. Over de viering verheft zich een koepel, die met een twee verdiepingen hoge toren wordt bekroond. Op de hoeken van de koepel zijn vier achthoekige torentjes geplaatst. Het daglicht komt door talrijke hoge, van boven halfronde vensters naar binnen. Achter het altaar werd een lagere sacristie aangebouwd.
Om de kerk heen staan op het kerkhof 19 grafkapellen van welgestelde families uit Hirschberg.

## Interieur
De beschildering van de gewelven (Opstanding, de Hemelvaart van Christus, Aanbidding van de Heilige Drie-eenheid, in de koepel de vier door illusionistische architectuur omgeven evangelisten, de bekering van Paulus en Jacob's Ladder) werden verzorgd door Felix Anton Scheffler en Johann Franz Hoffmann. Het houwen van een kansel uit zandsteen in 1717 werd mogelijk gemaakt door Melchior Berthold. Het hoogaltaar stamt net als de pronkvolle orgelkas uit 1727. De oude barokke orgelpijpen werden in 1905 deels door nieuwe pijpen vervangen. In het midden van de koepel bevindt zich een cijferblad met de tekens van de dierenriem.

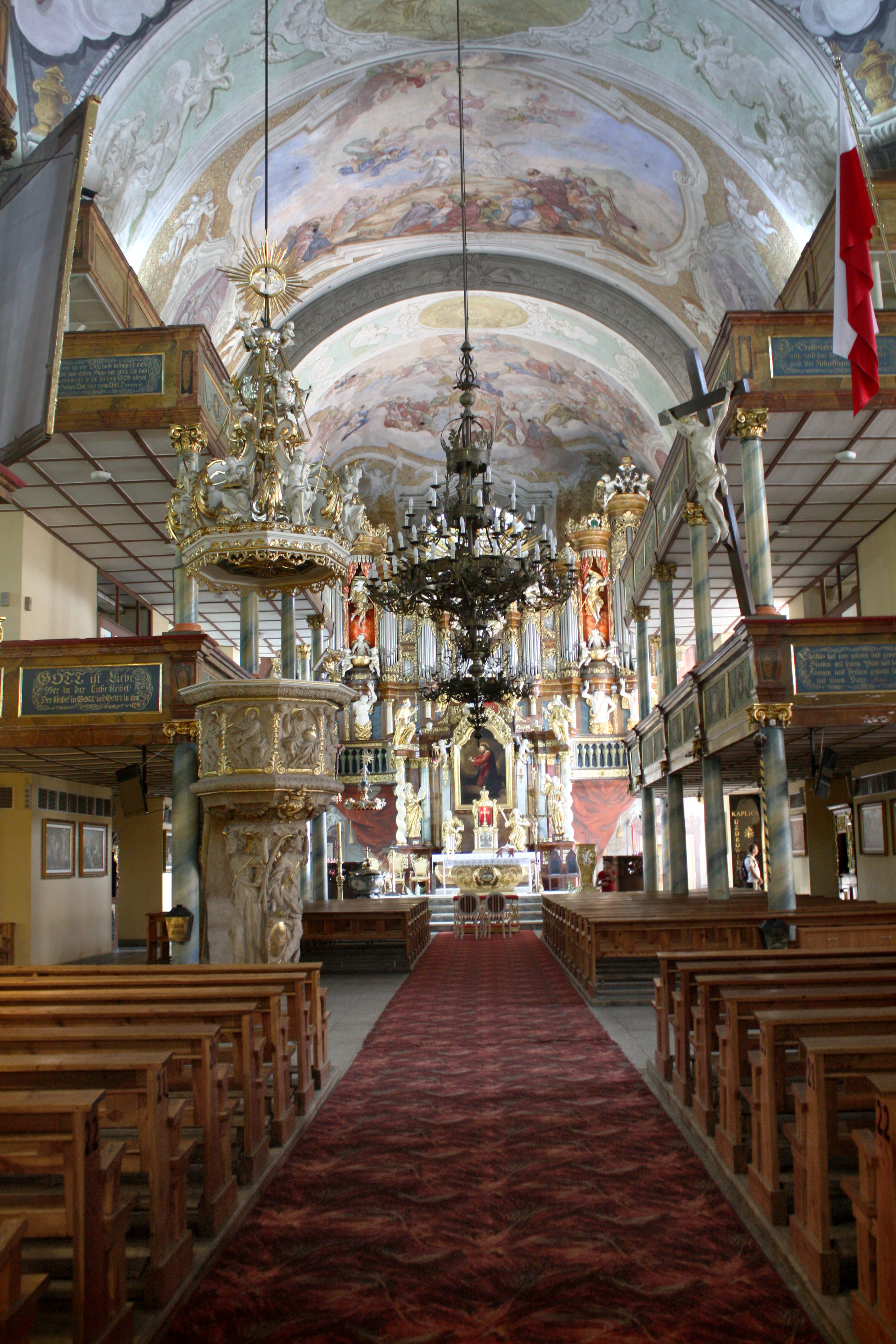
Interieur
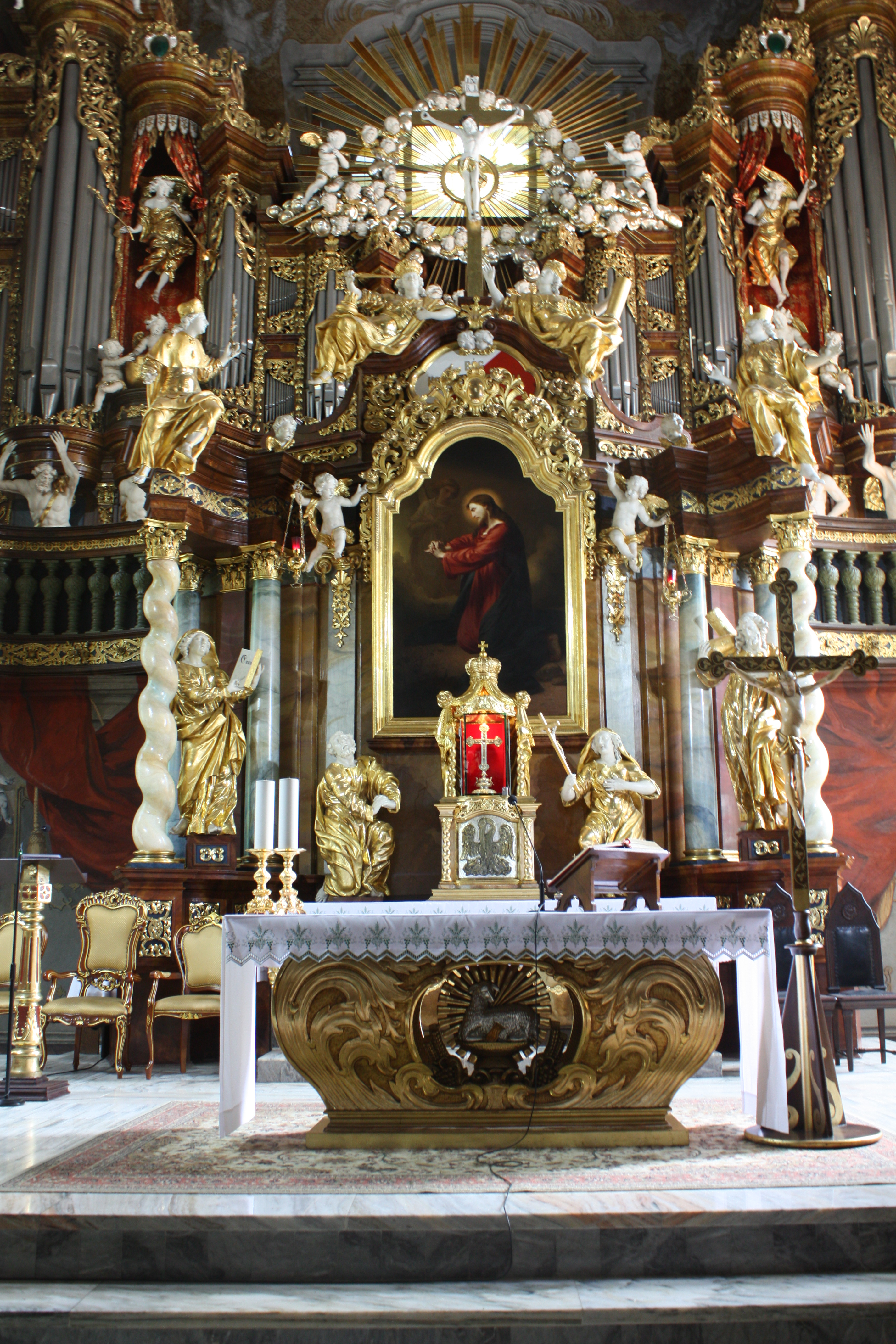
Hoofdaltaar
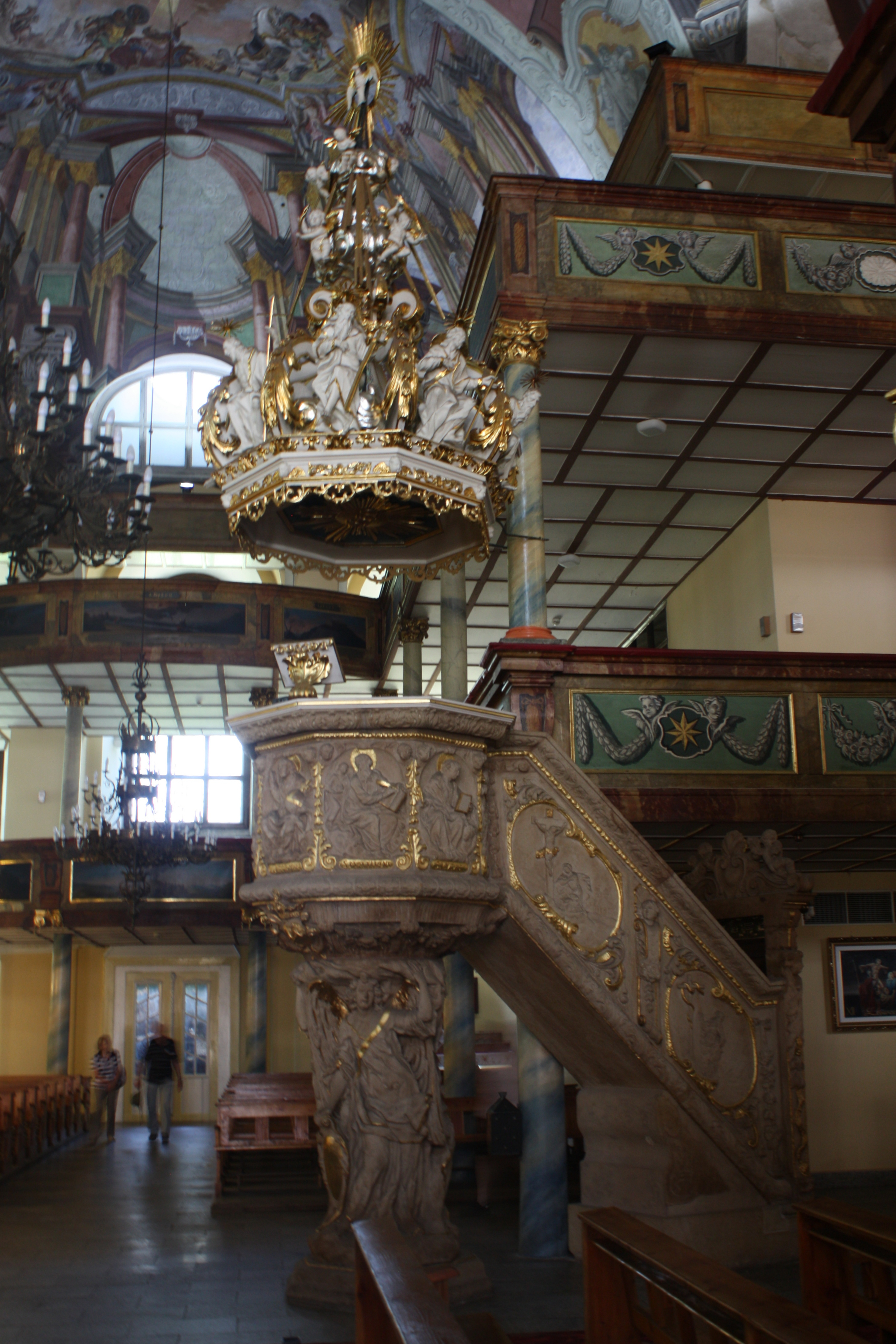
Preekstoel
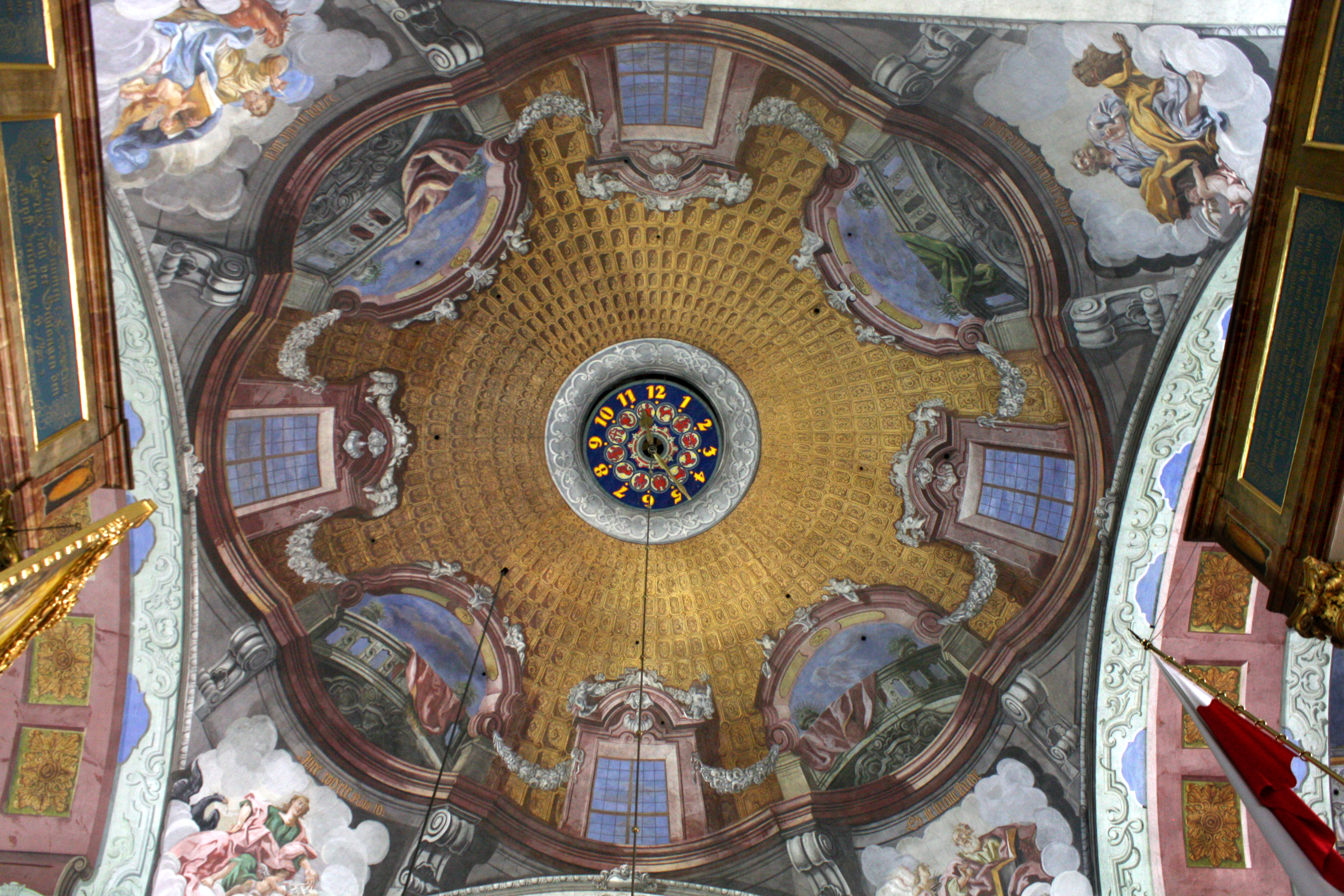
Koepel
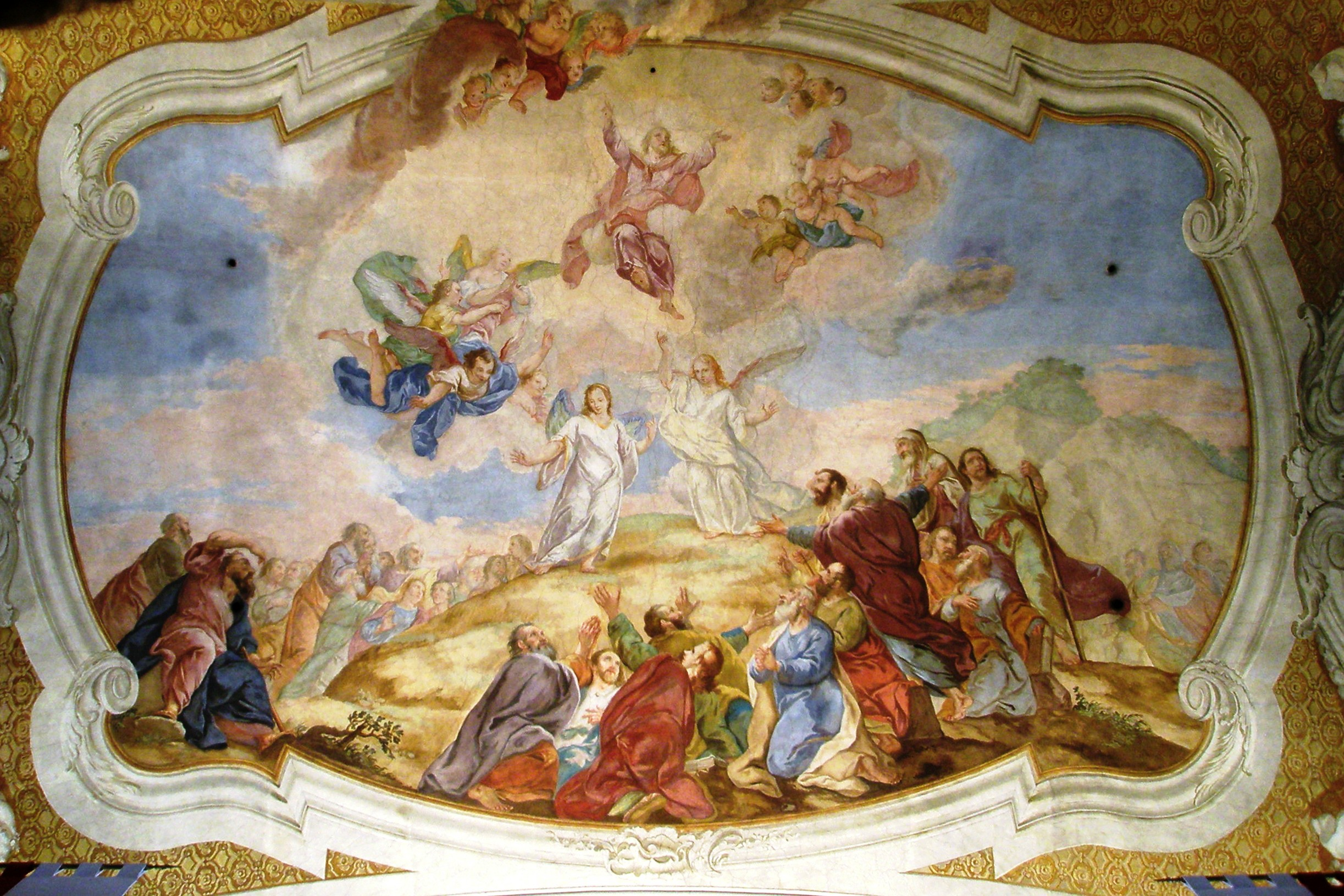
Muurbeschildering Hemelvaart